# Vitstjärtad cistikola
Vitstjärtad cistikola (Cisticola anderseni) är en nyligen beskriven fågelart i familjen cistikolor inom ordningen tättingar.

## Utbredning och systematik
Vitstjärtad cistikola förekommer enbart i centrala Tanzania, på Kilombero-slätten. Den beskrevs som ny art för vetenskapen först 2021.

## Status
Arten har ett begränsat utbredningsområde. Omvandling av fuktiga gräsmarker till jordbruksbygd tros påverka artens bestånd negativt. IUCN kategoriserar den därför som nära hotad. Beståndet uppskattas till mellan 20 000 och 100 000 vuxna individer.